# Ga Waegwan
Ga Waegwan là ga đường sắt trên Tuyến Gyeongbu, ở Hàn Quốc.

## Liên kết
- (tiếng Hàn) Trạm thông tin[liên kết hỏng] từ Korail